# ニセコ温泉郷
ニセコ温泉郷（ニセコおんせんきょう）は、北海道虻田郡ニセコ町および北海道磯谷郡蘭越町にある温泉の総称（温泉郷）であるが、ニセコアンヌプリを中心とするエリアの特徴から、最近は北海道虻田郡倶知安町の温泉も含めてニセコ温泉郷と紹介されることが一般的となってきている。
1958年（昭和33年）11月1日 - 厚生省告示第327号により、ニセコ温泉郷（ニセコ町および蘭越町）が国民保養温泉地に指定された。
温泉郷の範囲は広く、また一軒宿が多いため、紹介のされ方により温泉郷内にある温泉地の数が変化する。

## 郷内の温泉
- ニセコ五色温泉
- ニセコ湯本温泉
- ニセコ東山温泉
- ニセコ昆布温泉
- ニセコ湯の里温泉
- ニセコ薬師温泉（一軒宿のニセコ薬師温泉旅館は建物の一部が雪の重みで倒壊したため、2014年（平成26年）5月に閉館。現在は解体された）
- ニセコ新見温泉（2軒の宿があったが、両館ともに2020年に解体された。）
- ニセコアンヌプリ温泉
- ニセコ駅前温泉
- 昆布川温泉
- ニセコ黄金温泉
- ニセコワイス高原温泉
- ひらふ温泉
- 倶知安温泉

各温泉地は、紹介されるときにニセコがつく場合、つかない場合両方ある。

## 湯めぐりパス
ニセコ温泉郷の加盟施設で利用できるニセコ湯めぐりパスが通年販売されている。
1枚で3施設使えるパスで、ニセコ温泉郷の温泉施設や有島武郎の作品が展示されている有島記念館でも使用できる。

## ニセコ温泉郷湯めぐり名人
ニセコ湯めぐりパス加盟施設を廻り、全施設のスタンプを集めると名人に認定されるスタンプラリーが、例年7月から10月に開催されるニセコフェスティバルに合わせて開催されている。

名人に認定されると、認定証や記念品が贈呈される。また、名人に到達しなくても、一定のスタンプを集めると記念品が贈呈される。

## アクセス
- 鉄道 : 函館本線ニセコ駅より各温泉地へ

ほかにも、新千歳空港や札幌市から直通のバスが運行されている。